# Crystal Clear Ice
«Crystal Clear Ice» (с англ. — «Кристально Чистый Лёд») — песня шведского рэпера Yung Lean, выпущенная 6 июля 2015 года. Песня вошла в альбом Adult Swim Singles Program 2015.

## Список композиций
| №                   | Название            | Продюсер            | Длительность |
| ------------------- | ------------------- | ------------------- | ------------ |
| 1.                  | «Crystal Clear Ice» | Yung Sherman        | 4:03         |
| Общая длительность: | Общая длительность: | Общая длительность: | 4:03         |

## Творческая группа
- Yung Lean – Вокал

### Производство
- Yung Sherman – Продюсер[3]